# La Barranca, Ecuandureo
La Barranca är en ort i Mexiko.   Den ligger i kommunen Ecuandureo och delstaten Michoacán de Ocampo, i den centrala delen av landet, 300 km väster om huvudstaden Mexico City. La Barranca ligger 1 576 meter över havet och antalet invånare är 250.
Terrängen runt La Barranca är kuperad norrut, men söderut är den platt. Runt La Barranca är det ganska glesbefolkat, med 28 invånare per kvadratkilometer. Närmaste större samhälle är La Piedad Cavadas, 19,6 km nordost om La Barranca. I omgivningarna runt La Barranca växer huvudsakligen savannskog.